# Frühneuhochdeutsches Wörterbuch
Das Frühneuhochdeutsche Wörterbuch (kurz FWB, auch FnhdWb usw.) ist ein seit 1986 erscheinendes, unter Federführung von Oskar Reichmann herausgegebenes historisches Sprachstadienwörterbuch, das den Wortschatz des Frühneuhochdeutschen erfasst und beschreibt. Es umfasst die Zeit von der Mitte des 14. Jahrhunderts bis zum Frühbarock im beginnenden 17. Jahrhundert und füllt somit die Lücke zwischen dem Mittelhochdeutschen Wörterbuch von Benecke/Müller/Zarncke bzw. Lexer und dem Deutschen Wörterbuch von Jacob und Wilhelm Grimm. Geographisch umfasst es den mittel- und oberdeutschen Raum einschließlich der östlichen Sprachinseln und des Ripuarischen sowie norddeutscher Texte, d. h. hochdeutsch-niederdeutscher Mischtexte, sowie hochdeutscher Texte, die seit dem späten 15. Jahrhundert auf mittelniederdeutschem Dialektgebiet entstanden sind.